# Escatologia cristã
Escatologia cristã é o estudo do fim dos tempos, a consumação final de tudo, segundo a concepção bíblica cristã. A palavra 'escatologia' é derivada de duas palavras gregas que significam: "último" e "estudo" (ἔσχατος, transl. eskatos: 'por último'; λογία, transl. logia: estudo). Trata-se, portanto, do estudo do destino último do homem, tal como é revelado na Bíblia, fonte primária de todos os estudos sobre a escatologia cristã.

## Introdução
A escatologia é um ramo antigo da teologia cristã que se ocupa do estudo do final dos tempos e da segunda vinda de Cristo, citada pela primeira vez por Inácio de Antioquia (c. 35–107 D.C.) e depois pelo apologista cristão Justino (c. 100–165). O estudo da escatologia continuou no Ocidente pelos ensinamentos de  Tertuliano (c. 160-225), um influente teólogo cartaginês, à época da África Proconsular, e, logo depois, no Oriente, pelo teólogo Orígenes (c. 185 -254).
A escatologia bíblica cristã, ao considerar a consumação de todas as coisas, cuida de explicar a vida após a morte, começando com o que se segue à morte do indivíduo na Terra (o "juízo pessoal", ou "juízo particular"), até seu destino eterno no Céu ou no Inferno, abrangendo ainda todos os eventos do Tempo do Fim. A teologia católica, admite ser o Céu, em condições que concebe e estatui, precedido pelo purgatório.
A escatologia também consiste no estudo dos eventos relacionados ao Fim dos Tempos - o retorno de Jesus, a ressurreição dos mortos, o arrebatamento, a grande tribulação, e depois, o Milênio  ou mil anos de paz -, eventos que têm sido interpretado ora literal, ora simbolicamente. Finalmente, a escatologia inclui também o fim do mundo, o Juízo Final, o banimento da morte, de Hades, Satanás e seus seguidores para o Lago de Fogo e a criação de um novo céu e de uma nova terra.
Na teologia protestante, a escatologia tem sido importante, mas às vezes negligenciada no campo de estudo. Martinho Lutero, João Calvino e outros reformadores do século XVI, escreveram longos trechos sobre os "tempos finais", mas o interesse na escatologia diminuiu após a Reforma até o final do século XIX, quando se tornou popular entre os pentecostais e as igrejas evangélicas. Era reconhecida como uma divisão formal dos estudos teológicos, durante o século XX.
Passagens escatológicas, às vezes chamadas de "apocalípticas", são encontradas em toda a Bíblia, tanto nas escrituras do Antigo Testamento (bíblia hebraica) quanto do Novo Testamento, embora, como se poderia esperar, eles estão concentrados nos livros proféticos. Na Bíblia cristã, os profetas constituem a última das divisões principais do Velho Testamento, e incluem os livros de Isaías a Malaquias. No Novo Testamento, o Apocalipse é o único livro desta categoria, apesar de existirem vários curtas, mas importantes passagens escatológicas dos evangelhos e epístolas. Há também muitos exemplos extrabíblicos de profecias escatológicas, bem como as tradições da igreja foram adicionando às escrituras ao longo dos anos.
A segunda vinda de Cristo é o acontecimento central na escatologia cristã. A maioria dos cristãos acredita que o sofrimento da morte continuará a existir até o retorno de Cristo. Outros acreditam que o sofrimento vai ser gradualmente eliminado antes de sua vinda, e que a eliminação da injustiça é a nossa parte na preparação para esse evento.
Alguns críticos, principalmente cristãos ortodoxos, têm sugerido que a popular discussão de temas escatológicos é irrelevante e potencialmente prejudicial, e alguns professores pensam que a fé cristã deve ocupar-se do que é mais transparentemente entendido sobre a Salvação. 

## A interpretação profética
As abordagens a seguir são aplicadas pelos intérpretes especificamente para o livro do Apocalipse, pois o livro ocupa um lugar central na escatologia cristã, que vale a pena mencionar mais panoramicamente. Abordagens paralelas também podem ser usadas na interpretação de outras passagens proféticas. Estas abordagens não são de forma mutuamente exclusivas e geralmente são combinadas para formar uma interpretação mais completa e coerente. No entanto, é útil ter uma compreensão conceitual delas.

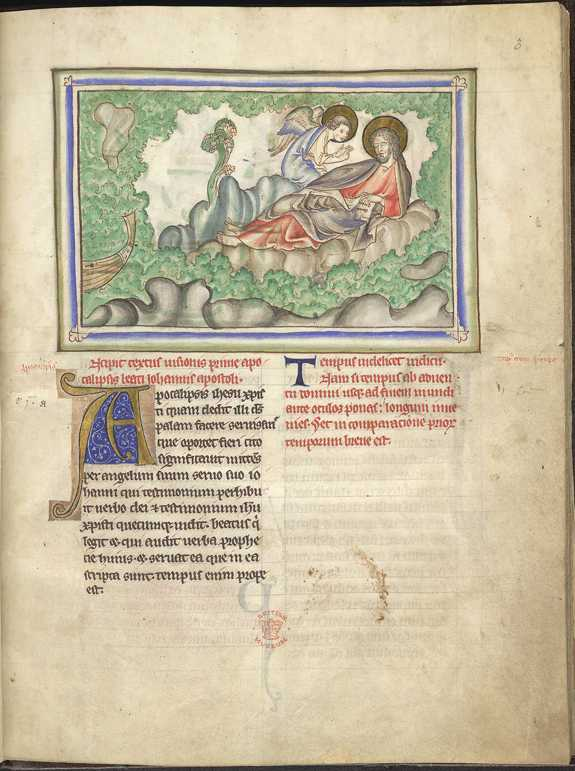
O anjo fala com João. Apocalipse. Manuscrito do século XIII. British Library, Londres.

- A abordagem preterista (do Latim: praeteritus, que significa passado) busca um paralelo entre a revelação e os eventos do primeiro século, como a tentativa de Herodes para matar o Menino Jesus, a luta do cristianismo para sobreviver às perseguições do judaísmo e do Império Romano, a queda de Jerusalém em 70 D.C., a profanação do templo, no mesmo ano, e o crescimento do cristianismo de uma seita dentro do judaísmo de uma religião independente.
- O método historicista tem uma ampla abordagem histórica e busca um paralelo entre a revelação e as pessoas importantes e os acontecimentos da história, especialmente aqueles que afetaram diretamente Israel e a Igreja.
- O método progressivo, uma variante do método de interpretação histórico, está usa o princípio "bíblia interpreta bíblia". Diferenças em relação ao método historicista: sete selos centralizados no santuário celestial; sete trombetas relacionadas com eventos futuros, não do passado; considera as sete cabeças de Apocalipse 17:9 como sendo uma sucessão de sete papas no tempo do fim. [2]
- O modelo Idealista, também conhecido como espiritual ou simbólico, aborda as imagens do Apocalipse como símbolos que representam os temas e conceitos de maior, em vez de pessoas reais e eventos. O Apocalipse é visto como uma representação alegórica da luta em curso, entre as forças da luz e as trevas, e do triunfo final do bem sobre o mal. Uma vantagem dessa abordagem, para alguns, é que não requer a crença na inspiração divina ou sobrenatural e a previsão de eventos futuros. Mas isso também limita a sua aplicação para a escatologia, podendo ser usado em combinação com outras abordagens.

No que diz respeito à interpretação, deve salientar-se que, a partir da perspectiva bíblica, passagens escatológicas são baseadas em certas pressuposições: a) Deus existe; b) Deus conhece o futuro; c) Deus tem falado através de pessoas escolhidas para revelar o destino de pessoas e do mundo como um todo, e d) essas revelações foram fielmente registradas e preservadas nas Escrituras. Sem esses pressupostos, o colapso do edifício escatológico e as passagens são, na melhor das hipóteses, a alegoria e , na pior das hipóteses, o dolo.
Por exemplo, alguns intérpretes acreditam que Daniel não poderia ter sido escrito durante o exílio babilônico como alega o livro, porque não é possível que alguém nesse período de tempo poderia ter previsto os impérios persa e grego com tal detalhe e precisão. Problemas semelhantes existem com a previsão da destruição do Templo de Jerusalém nos evangelhos, como alguns estudiosos insistem que os evangelhos deviam ter sido escritos depois do fato, e que as palavras foram falsamente acreditadas junto a Jesus para fabricar uma previsão. É fácil ver que, nesse paradigma, as bases necessárias para a discussão escatológica não existem para a escatologia, por definição, lida com previsões de eventos futuros que estão à altura da escrita.
Não obstante, ainda se pode estudar escatologia com a finalidade de ampliar o conhecimento bíblico de alguém, mesmo sem aceitar os seus pressupostos, embora o grau em que seus pressupostos são aceitos ou rejeitados irá definir a importância relativa do campo. Mas se buscamos a revelação divina, ou simplesmente uma melhor compreensão de uma peça extraordinária de literatura, um estudo cuidadoso é necessário para obter um conhecimento avançado, pois um dos problemas na interpretação da profecia é que todas as profecias estão relacionadas para outras profecias como peças de uma tapeçaria para um conjunto.

## Vida após a morte
O primeiro evento escatológico será a morte. A crença na vida após a morte do corpo, de acordo com a teologia cristã, geralmente inclui a crença em um estágio intermediário entre a morte e a ressurreição, embora algumas tradições ensinam que o espírito dorme até a ressurreição do corpo. Há suporte para ambas as posições na escritura.

### Antiga Israel
Na Bíblia hebraica (Cristã, "Antigo Testamento"), o túmulo ou o lugar dos mortos é representada pela palavra sheol (שאול, Sh'ol). A crença na vida após a morte de alguma forma já era predominante no pensamento judaico entre os fariseus e essênios, (Gênesis 23:6-8), embora houvesse diferentes escolas de pensamento sobre a vida após a morte no judaísmo antigo. Os saduceus, que reconheceram apenas a Torá (cinco primeiros livros do Antigo Testamento), como autoridade, não acreditaram em vida após a morte ou em ressurreição. Os registros do Novo Testamento que tentaram enganar Jesus, porque ouviram dizer que ele ensinou a ressurreição dos mortos. Em sua resposta a eles, Jesus disse em Mateus 22:31-32:
"Quanto à ressurreição dos mortos, não tendes lido o que Deus vos declarou, dizendo: Eu sou o Deus de Abraão, o Deus de Isaac e o Deus de Jacó? Ora, Deus não é Deus de mortos, mas dos vivos”.
A implicação na passagem parece ser a de que Abraão, Isaque e Jacó estão vivos, embora não mais em seus corpos físicos.

### Grécia Antiga

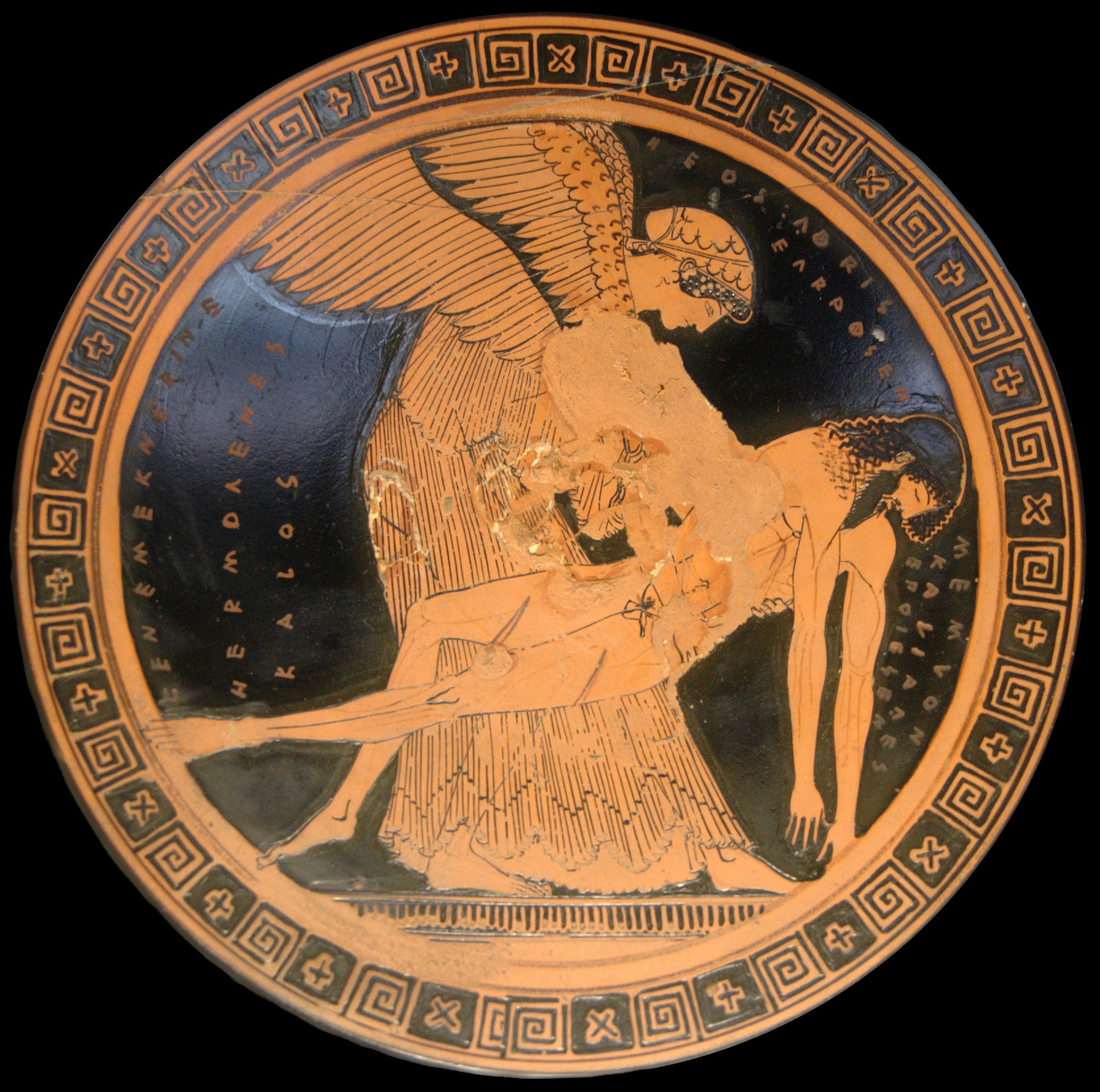
Eos levantando o corpo de seu filho, Memnon.

Hades, na mitologia grega, é o submundo, o lugar dos mortos. O termo aparece nos livros do novo testamento, em Mateus, Lucas, Atos, I Coríntios e Apocalipse e é usado por várias ocasiões por Jesus. Ao contrário da crença popular, Hades não corresponde necessariamente ao inferno, pois há lugares para ambos os bons e os maus; locais de alegria e lugares de sofrimento. Elysium é um paraíso no Hades para aqueles que viveram vidas nobres, enquanto o Tartarus é um lugar de sofrimento reservado para aqueles que foram maus.

## Ressurreição e Arrebatamento

### Ressurreição no Antigo Testamento

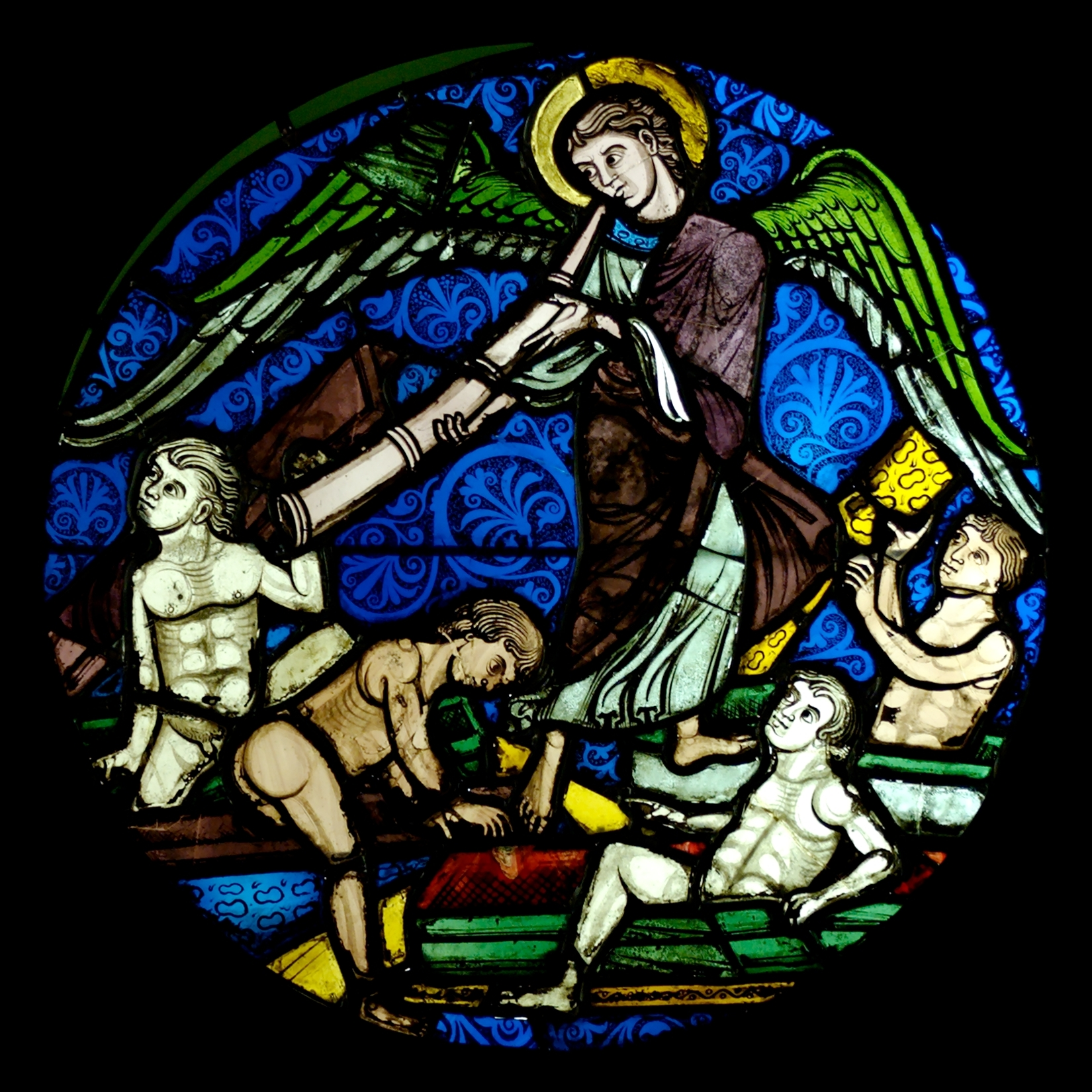
Ressurreição dos Mortos (ca. 1200 A.D.) Sainte-Chapelle, em Paris, França.

A palavra ressurreição vem do latim resurrectus, que é o particípio passado do resurgere, que significa "subir novamente". Embora a doutrina da ressurreição tenha surgido no Novo Testamento, ela antecede a era cristã. Há uma aparente referência à ressurreição no livro de Jó, quando Jó diz "Porque eu sei que o meu Redentor vive, e que por fim se levantará sobre a terra. E depois de consumida a minha pele, contudo ainda em minha carne verei a Deus" (Jó 19:25-26). Mais uma vez, o profeta Daniel escreve: "Muitos dos que dormem no pó da terra ressuscitarão, uns para a vida eterna, outros para vergonha e desprezo eterno" (Daniel 12:2). Isaías diz: "Os teus mortos e também o meu cadáver viverão e ressuscitarão; despertai e exultai, os que habitais no pó, porque o teu orvalho será como o orvalho das ervas, e a terra lançará de si os mortos." (Isaias 26:19). Essa crença ainda era comum entre os judeus no Novo Testamento, como exemplificado pela passagem que descreve a ressurreição de Lázaro dentre os mortos. Quando Jesus disse à irmã de Lázaro, Marta, que seu irmão ressuscitaria, ela respondeu: "Eu sei que há de ressuscitar na ressurreição do último dia." (João 11:24). Além disso, um dos dois principais ramos do judaísmo da época, os fariseus, acreditaram e ensinaram a futura ressurreição dos corpos.

### As duas ressurreições
No Novo Testamento, a ressurreição foi exemplificado em Jesus, que disse ter ressuscitado dentre os mortos três dias depois. Paulo escreve em 1 Coríntios 15:21:
"Porque assim como a morte veio por um homem, também a ressurreição dos mortos veio por um homem. Porque, assim como todos morrem em Adão, assim também todos serão vivificados em Cristo. Mas cada um por sua ordem: Cristo as primícias, depois os que são de Cristo, na sua vinda".
Outro desenvolvimento no Novo Testamento é o entendimento de que a ressurreição dos ímpios, não será ao mesmo tempo em que a do justo. Diz Apocalipse 20:6:
"Bem-aventurado e santo aquele que tem parte na primeira ressurreição; sobre estes não tem poder a segunda morte; mas serão sacerdotes de Deus e de Cristo, e reinarão com ele mil anos."
O restante dos mortos "não reviveram, até que os mil anos se acabaram" (Apocalipse 20:5). Neste trecho, há duas ressurreições distintas: uma para o povo de Deus antes do período conhecido como o Milênio (que significa "mil anos"), outro para o resto do povo depois do Milênio. (Alguns não interpretam essa passagem por significar ser literal).
Relativamente à segunda ressurreição, Apocalipse diz: “E deu o mar os mortos que nele havia; e a morte e o inferno deram os mortos que neles havia; e foram julgados cada um segundo as suas obras. E a morte e o inferno foram lançados no lago de fogo. Esta é a segunda morte. E aquele que não foi achado escrito no livro da vida foi lançado no lago de fogo” (Apocalipse 20:13-15).
Segundo o Apocalipse, aqueles que fazem parte da primeira ressurreição não terão que se preocupar com a "segunda morte", isto é, "o lago de fogo”. Disse Jesus sobre esses em Apocalipse: “Na verdade, na verdade vos digo que quem ouve a minha palavra, e crê naquele que me enviou, tem a vida eterna, e não entrará em condenação, mas passou da morte para a vida. Em verdade, em verdade vos digo que vem a hora, e agora é, em que os mortos ouvirão a voz do Filho de Deus, e os que a ouvirem viverão. E os que fizeram o bem sairão para a ressurreição da vida; e os que fizeram o mal para a ressurreição da condenação” (João 20:24, 25 e 29).

### Corpo ressuscitado
A Bíblia ensina que nossos corpos ressuscitados serão diferentes dos que temos agora. Jesus disse: «Porque na ressurreição nem casam nem são dados em casamento; mas serão como os anjos de Deus no céu» (Mateus 22:30). Corpo ressuscitado, portanto, é um organismo sobrenatural, que não tem as necessidades do corpo natural. Paulo acrescenta: “Assim também a ressurreição dentre os mortos. Semeia-se o corpo em corrupção; ressuscitará em incorrupção. Semeia-se em ignomínia, ressuscitará em glória. Semeia-se em fraqueza, ressuscitará com vigor. Semeia-se corpo natural, ressuscitará corpo espiritual. Se há corpo natural, há também corpo espiritual” (1 Coríntios 15:42-44).
Para Paulo, as palavras do profeta Oseias (13:14) encontram sua realização na ressurreição: “Onde está, ó morte, o teu aguilhão? Onde está, ó inferno, a tua vitória?”(1 Coríntios 15:55).
Outras correntes teológicas questionam se esse corpo ressuscitado preservará nossa memória, isto é, se preservará todas as nossas lembranças da vida terrena sejam elas de dor ou felicidade. Caso algumas das memórias sejam apagadas por Deus, por exemplo, as memórias de dor de uma mulher que foi estuprada, que é a interpretação da passagem bíblica "et absterget Deus omnem lacrimam ex oculis eorum" que em tradução alternativa é "Deus limpará as lágrimas de seus olhos" (Apocalipse 7:17), sendo limpar interpretado como apagar e lágrima de seus olhos interpretado como memórias de sua mente, porque as lágrimas são apenas a consequência de lembranças dolorosas e as lágrimas somente podem cessar quando as memórias dolorosas forem apagadas.
Esses teólogos questionam se a ausência dessas memórias não culminariam numa segunda morte da pessoa, visto que as memórias é que definem quem nós somos, ou seja, nossa personalidade. Os questionamentos se basearam no estudo de pessoas que perderam a personalidade ao perderem a memória (amnésia). Todas nossas memórias, e consequentemente nossa personalidade, são oriundas de sensações terrenas, e se o novo corpo for igual ao dos anjos, é questionado se esse corpo angelical ainda preservaria as sensações humanas e por conseguinte nossas memórias e personalidade, ou seja, se é capaz de preservar quem nós somos realmente. Como nosso corpo vira pó após a morte (isto se a pessoa não morreu num incêndio), e todos os teólogos concordam nessa acepção, então é questionado como Deus conseguiria transformar cada átomo desse pó novamente em moléculas e rearranjar essas moléculas para que a pessoa volte a ser exatamente o que ela era com suas memórias, visto que o ser, de acordo com essa concepção teológica, ainda é o pó que voltou à terra, baseando-se nas passagens bíblicas "O mar entregou os mortos que nele havia, e a morte e o Hades entregaram os mortos que neles havia" (Apocalipse 20:13), este trecho dando a entender que ao morrer no mar, a alma não foi para o céu, caso contrário o mar não precisariam entregar os mortos. E esse fato teológico de que a alma não vai para o Céu torna-se bem claro na passagem bíblica:
Então o Senhor perguntou a Caim: "Onde está seu irmão Abel? " Respondeu ele: "Não sei; sou eu o responsável por meu irmão? "
Disse o Senhor: "O que foi que você fez? Escute! Da terra o sangue do seu irmão está clamando.
Agora amaldiçoado é você pela terra, que abriu a boca para receber da sua mão o sangue do seu irmão.(Gêneses 4:9-11)
Assim, visto que Deus disse "Pois a vida da carne está no sangue... (Levítico 17:11), Ele deu a entender que a alma (vida) está no sangue, e veja que o sangue de Abel clamava da terra e a terra abriu a boca para receber este sangue, isto é, a alma de Abel que voltou a ser o pó da terra. A conclusão é a validação final do questionamento se já não é uma segunda morte a ressurreição do mortos posto que é impossível a partir do pó da terra reconstituir de cada átomo as moléculas e suas combinações químicas para reformar as memórias e a personalidade dos mortos.

### Arrebatamento da igreja
Em sua carta à igreja de Tessalônica, Paulo escreve: “Porque o mesmo Senhor descerá do céu com alarido, e com voz de arcanjo, e com a trombeta de Deus; e os que morreram em Cristo ressuscitarão primeiro. Depois nós, os que ficarmos vivos, seremos arrebatados juntamente com eles nas nuvens, a encontrar o Senhor nos ares, e assim estaremos sempre com o Senhor” (1 Tessalonicenses 4:16-17). O aumento dos que ainda estão vivos para se juntar os mortos ressuscitados é conhecido como o Arrebatamento. Esta passagem implica que Paulo acreditava que os três eventos, a vinda do Senhor, a ressurreição e o arrebatamento acontecessem todos mais ou menos ao mesmo tempo. A Bíblia ensina que, na ressurreição, o corpo natural será transformado em um corpo sobrenatural, e é razoável estender essa transformação para o arrebatamento, onde os crentes vivos se juntam com os que já morreram ao encontro de Cristo na sua vinda. Em face disto, a ideia de os crentes arrebatados encontram com o Senhor "no ar", parece menos fantástica.

## A Segunda Vinda de Cristo

### Centro escatológico cristão

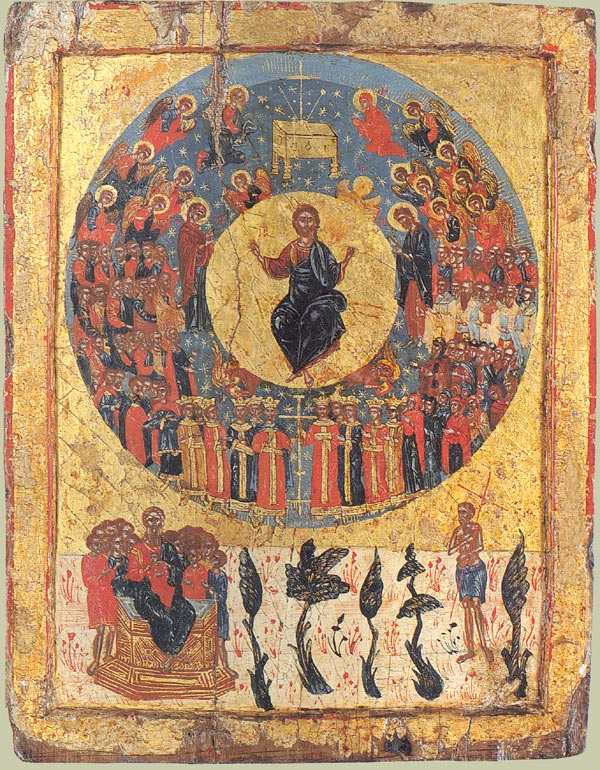
Ícone da Segunda Vinda. Grego, ca. 1700 AD. Cristo é entronizado no centro, rodeado por anjos e santos. O Paraíso é no fundo, com o Seio de Abraão (esquerda) e do Bom Ladrão (direita), mantendo a sua cruz.

O retorno de Jesus Cristo é o mais importante evento escatológico. O ato central do culto cristão em mais denominações, a tomada de comunhão, chama a atenção dos cristãos para a volta de Cristo e a renovação da criação. De acordo com o Evangelho de Lucas, Jesus disse aos apóstolos na sua última refeição antes de sua crucificação (a Última Ceia): “E disse-lhes: Desejei muito comer convosco esta páscoa, antes que padeça; Porque vos digo que não a comerei mais até que ela se cumpra no reino de Deus [...] fazei isto em memória de mim” (Lucas 22:15,16 e 19). A tomada de comunhão é a imitação de ações e palavras de Cristo na Última Ceia. Ele se lembra de sua morte, mas também antecipa seu retorno. Paulo escreve: “Porque todas as vezes que comerdes este pão e beberdes este cálice anunciais a morte do Senhor, até que venha”. (1 Coríntios 11:23).
Como vimos acima, Paulo agrupou a vinda de Cristo, juntamente com a Ressurreição e o Arrebatamento (1 Tessalonicenses 4:16-17). Depois de Cristo reunir seus seguidores "no ar", o casamento do Cordeiro tem lugar: “Regozijemo-nos, e alegremo-nos, e demos-lhe glória; porque vindas são as bodas do Cordeiro, e já a sua esposa se aprontou. E foi-lhe dado que se vestisse de linho fino, puro e resplandecente; porque o linho fino são as justiças dos santos” (Apocalipse 19:7-8). Não há simbolismo aqui. Cristo é representado em toda a revelação como "o Cordeiro", simbolizando a doação de sua vida como um sacrifício expiatório para os povos do mundo, assim como os cordeiros eram sacrificados no altar para os pecados de Israel. Sua "esposa" parece representar o povo de Deus, pois ela está vestida com os "atos justos dos santos". Assim como o casamento ocorre, há uma grande festa no céu que envolve uma "grande multidão" (Apocalipse 19:6).

### O Exército do Senhor
O autor escreve que depois do casamento do Cordeiro: “E vi o céu aberto, e eis um cavalo branco; e o que estava assentado sobre ele chama-se Fiel e Verdadeiro; e julga e peleja com justiça” (Apocalipse 19:11). Agora vemos Cristo não como um cordeiro, mas como um guerreiro, pronto para guerrear contra as forças do mal. Há uma passagem em Zacarias, muitas vezes chamado de apocalipse do Velho Testamento, que anuncia o evento: “Porque eu ajuntarei todas as nações para a peleja contra Jerusalém; e a cidade será tomada, e as casas serão saqueadas, e as mulheres forçadas; e metade da cidade sairá para o cativeiro, mas o restante do povo não será extirpado da cidade. E o Senhor sairá, e pelejará contra estas nações [...] Então virá o Senhor meu Deus, e todos os santos contigo.” (Zacarias 14:2-5). Em Mateus, Jesus diz: «Então aparecerá no céu o sinal do Filho do homem; e todas as tribos da terra se lamentarão, e verão o Filho do homem, vindo sobre as nuvens do céu, com poder e grande glória» (Mateus 24:30).
Pode ser significativo que o exército dos céus é descrito, nos mesmos termos que os crentes são ressuscitados e arrebatados: “E seguiam-no os exércitos no céu em cavalos brancos, e vestidos de linho fino, branco e puro” (Apocalipse 19:14). E Apocalipse continua: “E vi a besta, e os reis da terra, e os seus exércitos reunidos, para fazerem guerra àquele que estava assentado sobre o cavalo, e ao seu exército” (Apocalipse 19:19). Isaías e Sofonias também falam sobre o exército.

## A Grande Tribulação

### O fim inesperado
Há muitas passagens na Bíblia, tanto do Antigo e Novo Testamento, que falam de uma época de terrível tribulação tal como nunca foi conhecido, um tempo de catástrofes naturais e catástrofes provocadas pelo homem numa escala impressionante. Jesus diz em Mateus:
{{citação|«Mas daquele dia e hora ninguém sabe, nem os anjos do céu, mas unicamente meu Pai. E, como foi nos dias de Noé, assim será também a vinda do Filho do homem. Porquanto, assim como, nos dias anteriores ao dilúvio, comiam, bebiam, casavam e davam-se em casamento, até ao dia em que Noé entrou na arca,E não o perceberam, até que veio o dilúvio, e os levou a todos, assim será também a vinda do Filho do homem» (Mateus 24:36–39).
O retorno do Messias e, portanto, a tribulação, virá em um tempo inesperado. Paulo repete este tema, dizendo: «Pois que, quando disserem: Há paz e segurança, então lhes sobrevirá repentina destruição [...]» (1 Tessalonicenses 5:3).

### A abominação da desolação
Jesus disse: «Quando, pois, virdes que a abominação da desolação, de que falou o profeta Daniel, está no lugar santo [...] Porque haverá então grande aflição» (Mateus 24:15–21). "Abominação da desolação" entende-se como a criação de um altar pagão no templo em Jerusalém. Isso aconteceu já por duas vezes: uma vez em 168 a.C., quando as forças sírias do general grego Antíoco IV Epifânio invadiram Jerusalém, e novamente em 70 D.C., quando as forças romanas de Tito destruíram a cidade. Desde que Jesus estava se referindo a um evento futuro, o primeiro destes não se aplicam. Alguns acreditam que a profecia foi cumprida em 70 D.C., pois Jesus disse: «Em verdade vos digo que não passará esta geração sem que todas estas coisas aconteçam» (Mateus 24:34). Esta segunda profanação do templo era futura para o tempo de Jesus, mas ainda dentro da vida de muitos de seus ouvintes ("esta geração"). Outros vêem um cumprimento parcial em 70 D.C., e uma realização mais completa em alguma data futura, porque muitos dos elementos contextuais associados à profecia de Jesus não foram cumpridos em 70 D.C. Esta ocorrência futura da "abominação da desolação" anunciaria uma época de grande tribulação, como não foi desde o início do mundo até agora, não, nem nunca será. E se aqueles dias não fossem abreviados, nenhuma carne seria salva. Mas, por amor dos escolhidos, aqueles dias serão abreviados (Mateus 24:21–22).

### Profecia das 70 semanas
Muitos intérpretes calculam o comprimento da tribulação em sete anos. A chave para esse entendimento é a "Profecia das 70 semanas" no livro de Daniel. O profeta tem uma visão do anjo Gabriel, que lhe diz: "Setenta semanas" estão determinadas sobre o seu povo e sobre a tua santa cidade [...] (Daniel 9:24). As setenta semanas são divididas em três períodos: sete semanas e sessenta e duas semanas, e uma semana. Depois de fazer uma comparação com os eventos na história de Israel, muitos estudiosos têm concluído que a cada dia em setenta semanas representa um ano. As primeiras sessenta e nove semanas são interpretadas como abrangendo o período «desde a saída da ordem para restaurar e edificar Jerusalém» (Daniel 9:25) até a primeira vinda de Cristo (ou, de acordo com outra interpretação, a destruição do Templo em 70 D.C.), mas na última semana é pensado para representar os anos da tribulação que virão no final desta época, imediatamente anterior à era milenar de paz. Desta vez é dito para coincidir com a restauração do templo em Jerusalém, a reabilitação e abolição final, dos sacrifícios diários.

## O Reino do Milênio
Apocalipse nos diz que no final do período de tribulação, o "Cordeiro" (geralmente identificado como Cristo) e seus exércitos conquistar a "besta" (geralmente identificado com o Anticristo), que é capturado e jogado no lago de fogo, enquanto suas vítimas são deixadas como alimento para os pássaros. Satanás, a força motriz espiritual da besta e seus exércitos, são presos:
| “ | «E vi descer do céu um anjo, que tinha a chave do abismo, e uma grande cadeia na sua mão. Ele prendeu o dragão, a antiga serpente, que é o Diabo e Satanás, e amarrou-o por mil anos. E lançou-o no abismo, e ali o encerrou, e pôs selo sobre ele, para que não mais engane as nações, até que os mil anos se acabem. E depois importa que seja solto por um pouco de tempo.» (Apocalipse 20:1–3) | ” |

Embora Apocalipse somente fale de um período de mil anos de reinado de Cristo na Terra, há inúmeras outras profecias em ambos os testamentos, relativas a uma idade futura de paz. Isaías fala deste tempo e o descreve em termos edênicos:
| “ | «E a justiça será o cinto dos seus lombos, e a fidelidade o cinto dos seus rins. E morará o lobo com o cordeiro, e o leopardo com o cabrito se deitará, e o bezerro, e o filho de leão e o animal cevado andarão juntos, e um menino pequeno os guiará. A vaca e a ursa pastarão juntas, seus filhos se deitarão juntos, e o leão comerá palha como o boi. E brincará a criança de peito sobre a toca da áspide, e a desmamada colocará a sua mão na cova do basilisco. Não se fará mal nem dano algum em todo o meu santo monte, porque a terra se encherá do conhecimento do Senhor, como as águas cobrem o mar.» (Isaías 11:5–9) | ” |

Assim como os corpos de pessoas naturais são transformados em corpos sobrenaturais na ressurreição, Isaías então implica que os animais irão sofrer uma transformação que lhes permita viver em paz com os seres humanos e com os outros. Não há mais morte, nem em humanos ou no reino animal. Deus inverte a aliança feita com Noé, na qual ele diz: «E o temor de vós e o pavor de vós virão sobre todo o animal da terra, e sobre toda a ave dos céus; tudo o que se move sobre a terra, e todos os peixes do mar, nas vossas mãos são entregues» (Gênesis 9:2).
Miqueias manifesta da mesma forma os pensamentos sublimes, acrescentando que Jerusalém será a capital do Senhor nesses dias:
| “ | «E irão muitas nações, e dirão: Vinde, e subamos ao monte do Senhor, e casa do Deus de Jacó, para que nos ensine os seus caminhos, e andemos pelas suas veredas; porque de sairá a lei, e de Jerusalém a palavra do Senhor. E julgará entre muitos povos, e castigará nações poderosas e longínquas, e converterão as suas espadas em pás, e as suas lanças em foices; uma nação levantará a espada contra outra nação, nem aprenderão mais a guerra. Mas assentar-se-á cada um debaixo da sua videira, e da sua figueira, e não haverá quem os espante, porque a boca do Senhor dos Exércitos o disse.» (Miqueias 4:2–4) | ” |

## Fim do Mundo e Juízo Final

### Satanás é liberto
Segundo a Bíblia, a idade do Milênio de paz coloca em ponto final a história do planeta Terra. No entanto, a história ainda não está completamente acabada: “E, acabando-se os mil anos, Satanás será solto da sua prisão; E sairá a enganar as nações que estão sobre os quatro cantos da terra, Gogue e Magogue, cujo número é como a areia do mar, para as ajuntar em batalha.” (Apocalipse 20:7-8).
Há prosseguir o debate sobre a identidade de Gogue e Magogue. No contexto da passagem, parece que equivale a algo como "o leste e o oeste." Há uma passagem em Ezequiel, no entanto, onde Deus diz ao profeta: “Filho do homem, dirige o teu rosto contra Gogue, terra de Magogue, príncipe e chefe de Meseque, e Tubal, e profetiza contra ele” (Ezequiel 38:2). Gogue, neste caso, é o nome de uma pessoa da terra de Magogue, que é o governante ("príncipe") sobre as regiões, e chefe de Meseque e Tubal. Ezequiel diz: “Então subirás, virás como uma tempestade, far-te-ás como uma nuvem para cobrir a terra, tu e todas as tuas tropas, e muitos povos contigo” (Ezequiel 38:9). Apesar desta grande demonstração de força, a batalha será de curta duração. Ezequiel, Daniel e Apocalipse, todos dizem-nos que esta última tentativa desesperada para destruir o povo e a cidade de Deus, terminará em desastre: “E contenderei com ele por meio da peste e do sangue; e uma chuva inundante, e grandes pedras de saraiva, fogo, e enxofre farei chover sobre ele, e sobre as suas tropas, e sobre os muitos povos que estiverem com ele” (Ezequiel 38:22). Apocalipse também diz: “E subiram sobre a largura da terra, e cercaram o arraial dos santos e a cidade amada; e de Deus desceu fogo, do céu, e os devorou” (Apocalipse 20:9). Pode se imaginar que a imagem de fogo chovendo seja uma visão antiga de armas modernas, porém essas passagens também possam ser interpretadas como uma intervenção sobrenatural de Deus, ou como conceitos espirituais sem correlação material.

### O Juízo Final
Após a derrota de Gogue, o Juízo Final começa: “E o diabo, que os enganava, foi lançado no lago de fogo e enxofre, onde está a besta e o falso profeta; e de dia e de noite serão atormentados para todo o sempre” (Apocalipse 20:10). Satanás se juntará ao Anticristo e ao Falso Profeta, que foram condenados ao lago de fogo no início do Milênio. Após a sua remessa para o lago de fogo, seus seguidores subirão para julgamento. Esta é a segunda ressurreição, e todos aqueles que não faziam parte da primeira ressurreição, na vinda de Cristo agora se levantam para o julgamento:
“E vi um grande trono branco, e o que estava assentado sobre ele, de cuja presença fugiu a terra e o céu; e não se achou lugar para eles. E deu o mar os mortos que nele havia; e a morte e o inferno deram os mortos que neles havia; e foram julgados cada um segundo as suas obras. E a morte e o inferno foram lançados no lago de fogo. Esta é a segunda morte. E aquele que não foi achado escrito no livro da vida foi lançado no lago de fogo“ (Apocalipse 20:11, 13-15).
João já havia escrito: “Bem-aventurado e santo aquele que tem parte na primeira ressurreição; sobre estes não tem poder a segunda morte; mas serão sacerdotes de Deus e de Cristo, e reinarão com ele mil anos” (Apocalipse 20:6). A morte do corpo é a primeira morte, o lago de fogo é a segunda. Aqueles que foram incluídos na ressurreição e no arrebatamento estarão excluídos do julgamento final, e não sujeitos a segunda morte. Devido à descrição do lugar em que o Senhor senta-se, este julgamento final é muitas vezes referido como o "Grande Trono Branco do Julgamento".

## Novo Céu e Nova Terra

### A Nova Jerusalém
O Grande Trono Branco marca o fim da história como a conhecemos. O drama da terra chegou a sua conclusão e a cortina está abaixada no palco da história humana. Em Isaías, Deus promete um novo céu e uma nova terra: “Porque, eis que eu crio novos céus e nova terra; e não haverá mais lembrança das coisas passadas, nem mais se recordarão” (Isaías 65:17). O autor do Apocalipse tem uma visão correspondente: “E vi um novo céu, e uma nova terra. Porque já o primeiro céu e a primeira terra passaram, e o mar já não existe” (Apocalipse 21:1). O foco volta-se para uma cidade em particular, a Nova Jerusalém. Mais uma vez, vemos a imagem do casamento: “E eu, João, vi a santa cidade, a nova Jerusalém, que de Deus descia do céu, adereçada como uma esposa ataviada para o seu marido” (Apocalipse 21:2). Na nova Jerusalém, Deus “habitará com eles, e eles serão o seu povo, e o mesmo Deus estará com eles e será o seu Deus” (Apocalipse 21:4). Como resultado, não há nenhum templo ali, “porque o seu templo é o Senhor Deus Todo-Poderoso, e o Cordeiro. E a cidade não necessita de sol nem de lua, para que nela resplandeçam, porque a glória de Deus a tem iluminado, e o Cordeiro é a sua lâmpada” (Apocalipse 21:22-23). E a cidade também será um local de grande paz e alegria, pois “Deus limpará de seus olhos toda a lágrima; e não haverá mais morte, nem pranto, nem clamor, nem dor; porque já as primeiras coisas são passadas” (Apocalipse 21:1-4).
Dado que o povo de Deus é anteriormente representado como uma noiva (Apocalipse 19:7-8), deverá haver uma certa conexão com a nova Jerusalém, que “descia do céu, adereçada como uma esposa ataviada para o seu marido” (Apocalipse 21:2). Alguns estudiosos sugerem que a nova Jerusalém seja realmente um símbolo do povo de Deus, mais que um local, como tal. A Epístola aos Hebreus diz que o povo de Deus havia chegado “ao monte Sião, e à cidade do Deus vivo, à Jerusalém celestial, e aos muitos milhares de anjos; A universal assembleia e igreja dos primogênitos, que estão inscritos nos céus, e a Deus, o juiz de todos, e aos espíritos dos justos aperfeiçoados” (Hebreus 12:22-23). Paulo compara a antiga e nova Jerusalém com as esposas de Abraão, Hagar (a escrava) e Sarah (uma mulher livre), dizendo que Hagar “é Sinai, um monte da Arábia, que corresponde à Jerusalém que agora existe, pois é escrava com seus filhos. Mas a Jerusalém que é de cima é livre [...]” (Gálatas 4:25-26) e ele prevê a destruição da antiga Jerusalém, e a sua substituição pela nova, a cidade celestial.

### Descrição da cidade
A cidade em si tem um grande muro com doze portas nele, que nunca estão fechadas, e que possuem os nomes das doze tribos de Israel escrito sobre elas. Cada uma das portas é feita de uma única pérola, e há um anjo em cada uma delas. A parede também tem doze fundamentos adornados com pedras preciosas, e neles estão escritos os nomes dos doze apóstolos. Os portões (tribos de Israel) e fundações (apóstolos) são muitas vezes interpretados como um símbolo de Israel e da Igreja. O muro em si é feito de pedra de jaspe e do tamanho é de cento e quarenta e quatro côvados, ou cerca de setenta e dois metros. As muralhas das cidades antigas são muito largas, bem como elevadas. Algumas até tinham as estradas ao longo da execução acima delas. Se esta muralha da cidade segue esse modelo, pode ser que João estivesse se referindo a largura da parede, ao invés da altura. De qualquer maneira, sabemos que é um muro enorme, decorado com pedras preciosas.
A cidade e as ruas são de ouro puro, mas não como o ouro que conhecemos, por esse ouro é descrito como sendo semelhante a vidro límpido. A cidade possui o número de doze mil estádios de comprimento e largura. O que equivaleria a mil e quinhentas milhas. Se esta é comparável às medições terrestres, a cidade deverá cobrir uma área de cerca de metade do tamanho dos Estados Unidos contíguos.
Curiosamente, a altura é o mesmo que o comprimento e largura, e embora isso levou a maioria das pessoas a concluir que seria a cidade teria a forma de um cubo, é também considerável a forma uma pirâmide.